# Kautex Maschinenbau
Die Kautex Holding GmbH ist die Konzernobergesellschaft zu der auch die Kautex Maschinenbau GmbH gehört. Beide Unternehmen haben ihren Sitz in Bonn. 
Kautex produziert Extrusionsblasformmaschinen und gilt als Weltmarktführer bei der Herstellung von Anlagen für die Kraftstofftankherstellung. Neben dem Automotive Segment kommt die Technologie von Kautex auch in den Bereichen Consumer Packaging, Industrial Packaging sowie Spezialanwendungen zum Einsatz.
Die im Stammwerk Bonn produzierten Maschinen werden zum Großteil exportiert, die Exportquote beträgt etwa 80 %. Neben dem Stammwerk betreibt Kautex auch ein Werk im südchinesischen Shunde.
Ende August 2023 wurde bekannt, dass Kautex für die Kautex Maschinenbau GmbH einen Antrag auf Insolvenz in Eigenverwaltung gestellt hat. Der Standort in China ist nicht betroffen. Im Januar 2024 wurde das Unternehmen an den chinesischen Maschinenbauer Jwell Machinery verkauft.

## Unternehmensstruktur und Kennzahlen
Neben dem Hauptsitz in Bonn (circa 410 Mitarbeiter), dem Kundenzentrum Berlin und dem Werk in Shunde, China (circa 110 Mitarbeiter) gibt es Niederlassungen in USA (North Branch (New Jersey)), China (Shanghai), Russland (Moskau), Indien (Bengaluru), Italien (Olgiate Olona), Malaysia (Subang Jaya) und Mexiko (Naucalpan de Juárez). Darüber hinaus wird Kautex Maschinenbau weltweit von Handelspartnern in 83 Ländern vertreten.

## Maschinen-Baureihen
Kautex Maschinenbau entwickelt und produziert vollelektrische sowie hydraulische Maschinen für die Anwendungsbereiche Consumer Packaging, Industrial Packaging, Automotive und Spezialanwendungen.

## Geschichte
Das Unternehmen ist ein Spin-off der früheren Kautex Werke (heute Kautex Textron) und wurde im Jahr 1976 als Kautex Maschinenbau GmbH gegründet und 1977 an Fried. Krupp (Krupp Kautex Maschinenbau) verkauft. Es geht zurück auf ein durch Reinold Hagen im Jahr 1935 gegründeten Vorgängerbetrieb.
1980 erfolgte die Umfirmierung zur Krupp Kautex Maschinenbau GmbH. Krupp übertrug seine Anteile 1988 auf die Krupp Maschinentechnik GmbH. 1995 erfolgte die Gründung von Shunde Krupp Chen Plastics Technology Co., Ltd. (China) als Joint Venture.
2000 war der Verkauf an die Schweizer SIG Holding AG und Umfirmierung des Unternehmens in SIG Blowtec GmbH. 2002 erfolgte eine erneute  Umfirmierung in SIG Kautex GmbH & Co. KG. 2003 war die Gründung einer Niederlassung in Italien (Olgiate Olona). 2004 war eine Anteilsübertragung auf die ADCURAM Beteiligungs AG und Umfirmierung in Kautex Maschinenbau GmbH.
Shunde Kautex wurde 2005 einhundertprozentige Kautex-Tochter. 2007 erfolgte ein Management-Buy-Out mit Steadfast Capital (Frankfurt am Main). 2013 war ein zweiter Management-Buy-out mit Mehrheitsbeteiligung des Managements. Steadfast wurde durch den neuen Hauptgesellschafter Capiton AG (Berlin) abgelöst; es erfolgte eine erstmalige Beteiligung von Mitarbeitern am Eigenkapital. 2013 war die Einweihung des neuen Werkes in Shunde, China, und Eröffnung eines Vertriebsbüros in Bangalore, Indien.